# Simplício Rodrigues de Sá

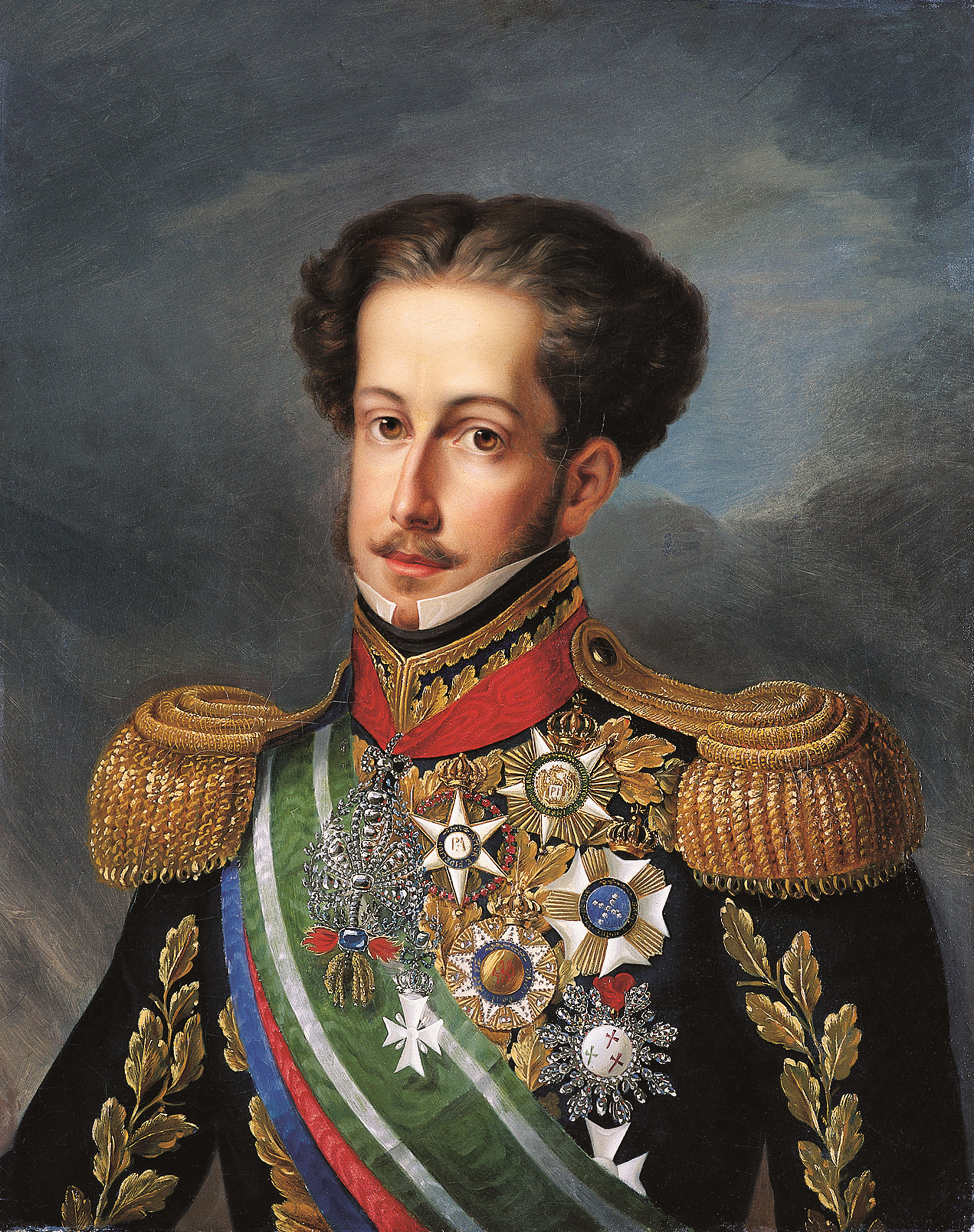
Último retrato de Dom Pedro I, por Simplício Rodrigues de Sá

Simplício Rodrigues de Sá (São Nicolau Tolentino, Cabo Verde, 1785 — Rio de Janeiro, 1839) foi um pintor e professor português que estabeleceu sua vida e carreira no Brasil.
Foi aluno-discípulo de Jean-Baptiste Debret, além de ter participado na formação da Academia Imperial de Belas Artes. Foi um dos poucos artistas portugueses que contribuiu ativamente na Missão Artística Francesa no Brasil. Por conta de sua influência, foi professor de Desenho e ocupou interinamente a cadeira de Pintura Histórica na Academia Imperial.
Simplício Rodrigues de Sá teve uma grande importância dentro da Família Imperial Brasileira, tendo sido mentor de Desenho e Pintura de Dom Pedro II, de Dona Maria da Glória, futura Rainha de Portugal, e também da Imperatriz Dona Leopoldina. Sua obra mais famosa é o último retrato feito de Dom Pedro I enquanto ainda vivo.
Ele morreu com 54 anos, no Rio de Janeiro, onde vivera grande parte de sua vida.

## Biografia
Simplício João Rodrigues de Sá nasceu na Ilha de São Nicolau (Cabo Verde), em 1785, em data desconhecida. É filho de João Roiz de Sá e de Margarida Rosa de Araújo. Se mudou para o Brasil em 1809, após passar uma breve temporada em Lisboa. Casou-se com 32 anos, em 1817, com Norberta Máxima de Jesus, com quem teve quatro filhos.
Rapidamente destacando-se entre o cenário artístico, Simplício de Sá chamou a atenção de influentes da Missão Artística Francesa de 1816, em particular, de Jean Baptiste Debret. A Missão Artística Francesa deu novos rumos a uma arte colonial que já se apresentava em decadência no começo do século, e nos poucos anos em que trabalhou, Simplício de Sá ajudou a consolidar a presença dos resultados da Missão Francesa no Brasil.

### Academia Imperial de Belas Artes
Tendo-se fixado no Brasil, foi nomeado, em 1820, pensionista da recém-criada (porém não ainda inaugurada) Academia e lmperial das Artes, a antiga Escola Real de Ciências, Artes e Ofícios. No segundo semestre de 1823, cansado de esperar pela inauguração da Academia de Belas Artes, diversas vezes adiada por conta de falta de financiamentos, Jean-Baptiste Debret alugou uma casa no centro do Rio de Janeiro e formou um grupo de alunos, sua primeira classe, para ensinar técnicas de pintura. Seus primeiros discípulos foram Francisco Pedro do Amaral, Simplício Rodrigues de Sá, José de Cristo Moreira, Francisco de Sousa Lobo e José da Silva Arruda, aumentado depois por Manuel de Araújo Porto-Alegre, Augusto Muller, Guilherme Muller, José Reis de Carvalho, Alfonso Falcoz e José Correia de Lima.
Francisco Pedro do Amaral, colega de Simplício de Sá, pertence à chamada Escola Fluminense de Pintura, que ajudou a ligar a pintura colonial herdada do século XVIII e os novos ideais estéticos trazidos pelos artistas franceses após 1816, dos quais Simplício de Sá pôde retirar elementos para sua composição. Outro colega de Simplício foi o conterrâneo José de Cristo Moreira, pensionista da Academia, assim como os outros alunos.  Foi também, desde 1816, professor de desenho da Imperial Academia de Guardas-Marinha do Brasil.
Em 1826, é oficialmente inaugurada, pelo Imperador D. Pedro I, a Academia Imperial de Belas Artes, com início das aulas em 1827, em um novo edifício, localizado na atual Praça Tiradentes. Se inicia um período de aprendizado e aprimoramento das técnicas da pintura. Já em 1829 e 1830, a Academia promove as duas primeiras coletivas entre professores e alunos da Academia Imperial.  Debret incentiva seu discípulo, Simplício Rodrigues de Sá, a expor suas obras.
Em 1831, Debret retorna para a França, e Simplício Rodrigues de Sá assume, interinamente, a cadeira de Pintura Histórica na Academia. Ele permanece na posição interina até a nomeação de Araújo Porto Alegre no mesmo ano. Em 1834, em decorrência do falecimento de Henrique José da Silva, Simplício assume a posição de Professor de Desenho.
Apesar de ser discípulo de um pintor de grande nome como Debret, Simplício de Sá teve seu talento reconhecido fácil e rapidamente através de sua especialização: Retratos. Além de ser marcado como um desenhista correto e um excelente colorista.

### Família Imperial
Em 23 de novembro de 1820, graças a seu prestígio junto a Debret, tornou-se professor substituto da Academia Imperial pensionado com a quantia de trezentos mil reis anuais. Foi nomeado Pintor da Casa Imperial do Brasil, e tornou-se professor de artes da princesa Dona Maria da Glória, futura rainha de Portugal, conforme decreto de 30 de outubro de 1826.
Atendeu também a uma encomenda religiosa, fazendo uma Santa Ceia para a capela da Ordem da Terceira de São Francisco da Penitência, no Rio de Janeiro. 
Simplício Rodrigues de Sá se aproximou da Família Imperial e virou um dos retratistas da Família, tendo produzido diversos quadros de Dom Pedro I, sua esposa e seus filhos. Entre os anos de 1833 e 1835, Simplício foi escolhido como professor de desenho de Dom Pedro II e suas irmãs. Sua nomeação como professor dos filhos de Dom Pedro I foi dada pelo pintor ser considerado um homem de belo caráter e elevados sentimentos.  Foi também mestre de desenho e pintura da Imperatriz Dona Leopoldina. A permanência de Simplício de Sá no ensino da Família Imperial indica a força de sua presença no ambiente artístico fluminense. Por seu valor, recebeu de Dom Pedro I o Hábito da Ordem de Cristo (27 de junho de 1826) e a mercê de cavaleiro da Ordem Imperial do Cruzeiro (12 de outubro de 1827), documentos que estão no Arquivo Nacional.
Simplício Rodrigues de Sá pintou vários quadros de Dom Pedro I e da Família Imperial, mas sua principal obra ficou conhecida por ser o último retrato feito de Dom Pedro I em vida.
Simplício Rodrigues de Sá faleceu, cego, no Rio de Janeiro, em 09 de março de 1839.

## Obras
O Museu Imperial de Petrópolis possui cinco quadros de Simplício: “Retrato de Dom Pedro I” (1826), “Retrato de Dona Maria da Glória”, (1827), retrato do Conde do Rio Pardo (1830), o "Retrato de D. Pedro II" (1826), e outro sem identificação.
Seu quadro, o "Irmão Pedinte", foi exibido na Exposição da Pintura Religiosa, no MNBA, no Rio de Janeiro, em 1943. O quadro pertence ao acervo do Museu. O “Irmão Pedinte” é considerado uma tela pequena de matéria densa e desenho firme e seguro.

### Galeria

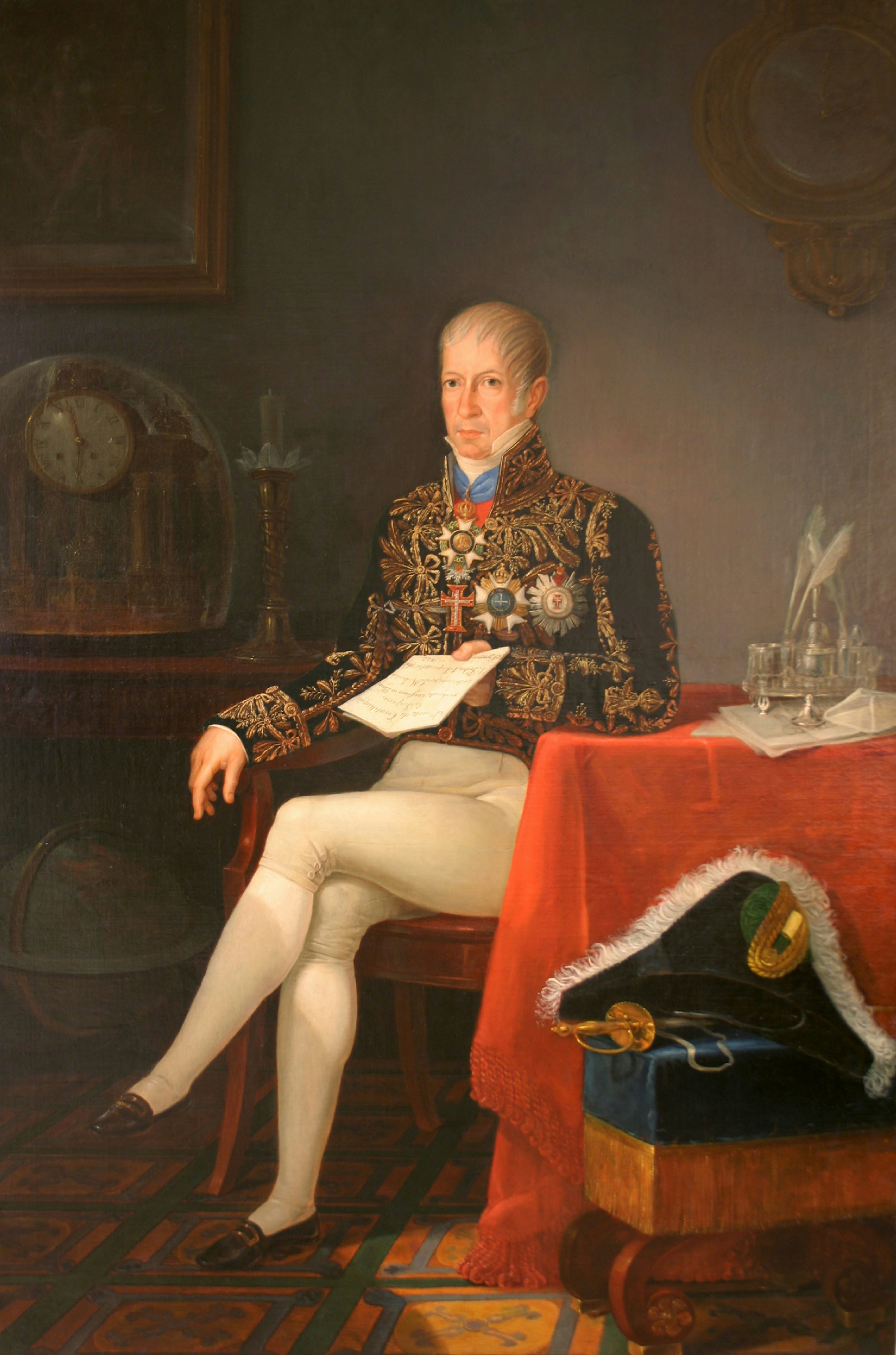
Marquês de Inambupe, óleo sobre tela, 1825, 198 x 131 cm. No acervo do Museu Nacional de Belas Artes.
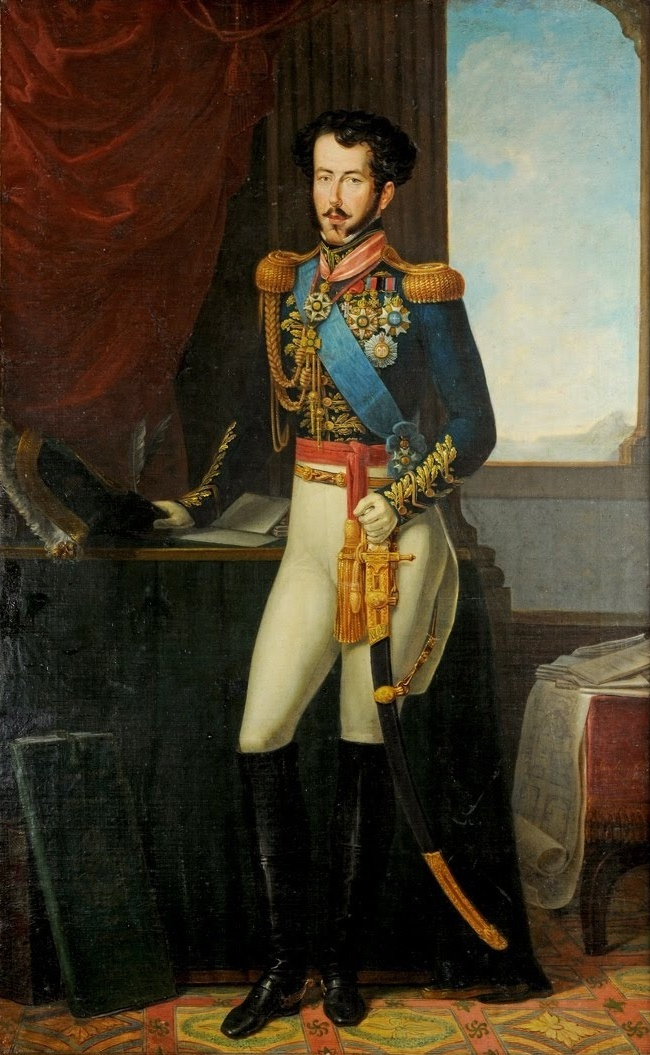
Conde do Rio Pardo, óleo sobre tela, 1830, 113 x 71 cm. No acervo do Museu Imperial.
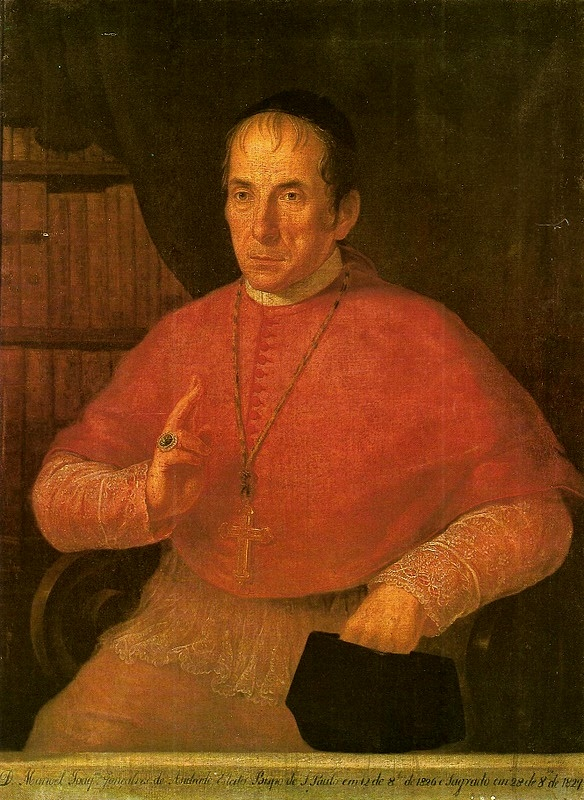
Gonçalves de Andrade, 5.º Bispo de São Paulo, óleo sobre tela, 1828. No acervo do Museu de Arte Sacra de São Paulo.
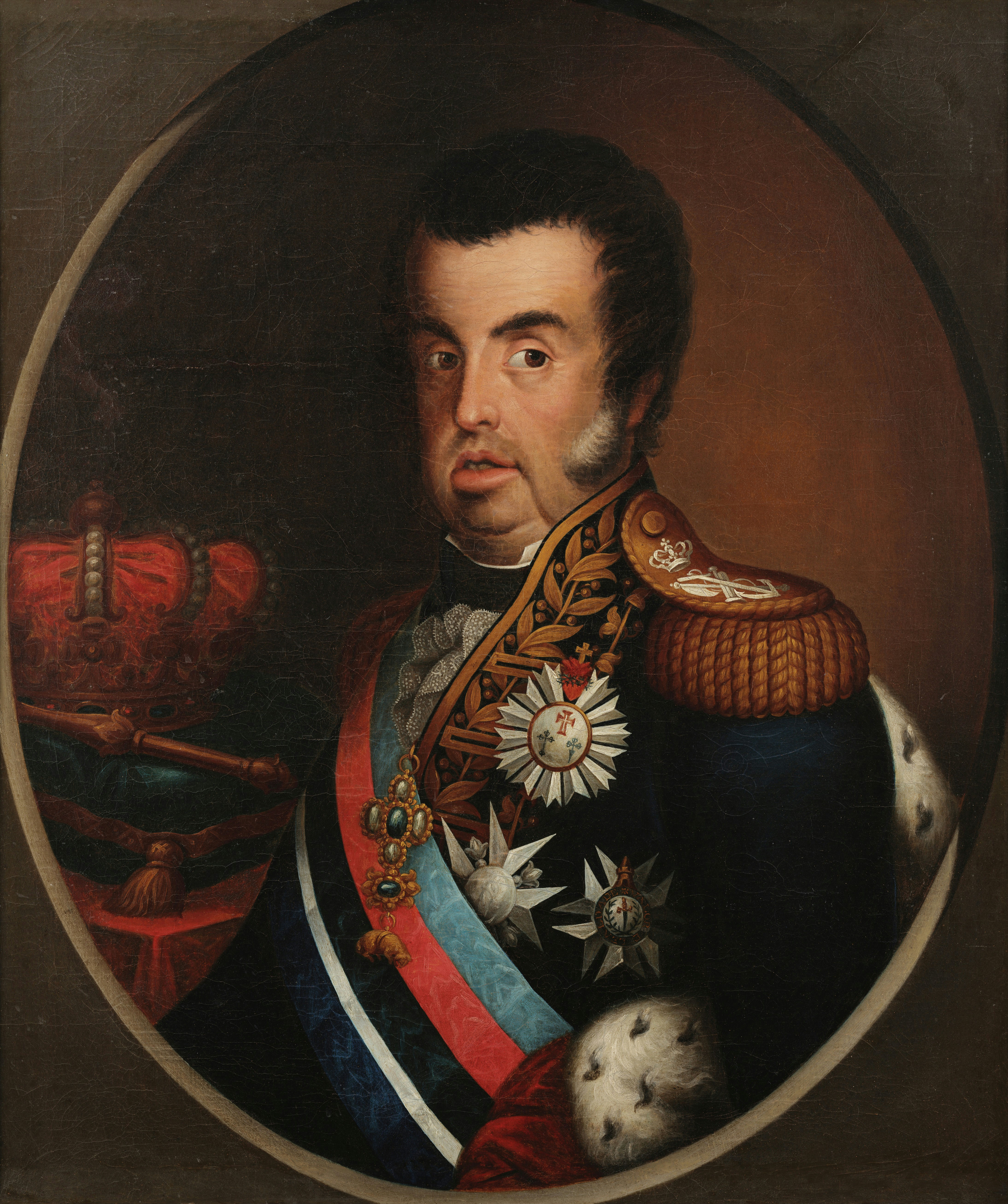
Retrato de Dom João VI

## Análise
A respeito das obras de Simplício, algumas considerações foram feitas por artistas e historiadores da arte. Debret elogia muito seu discípulo, Simplício Rodrigues de Sá, pelo último retrato de Dom Pedro.

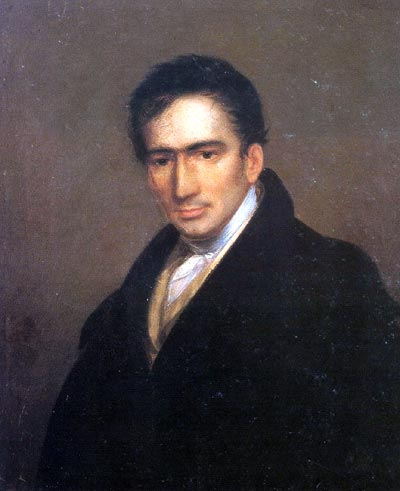
Conselheiro Francisco Gomes da Silva, o Chalaça (Museu Histórico Nacional)

Simplício foi, acima de tudo, retratista, destacando-se os retratos que fez de Dom Pedro I (Museu Imperial de Petrópolis), do Marquês de Inhambupe (Museu Nacional de Belas Artes) e do Conselheiro Francisco Gomes da Silva, o Chaçala (Museu Histórico Nacional). Mas abordou igualmente temas religiosos, como a Santa Ceia, na Igreja da Ordem Terceira de São Francisco da Penitência, no Rio de Janeiro, e cenas de costumes, como o Irmão Pedinte, do Museu Nacional de Belas Artes. Quadros como o retrato do Conde do Rio Parto (Museu Imperial, Petrópolis) comprovam a segurança técnica de seu trabalho neoclássico
Na obra “Nossa Senhora da Conceição”, belo exemplo de pinturas características da época, a pintura apresenta cunho religioso, normalmente encomendada para templos e oratórios, algo que fugia do estilo principal de Simplício de Sá. Trabalho, ainda que convencional, apresenta qualidades de pigmentação que lhe trouxeram imponência e beleza.
Gonzaga Duque diz que o retrato do benfeitor Antônio Rodrigues dos Santos, apresentado em corpo inteiro, tamanho natural, de pé, debruçado sobre uma alta escrivaninha de escritório, olhando para fora da tela, possui possui bastante vigor em suas cores, embora se lhe note na cabeça falsos toques de uso de tintas avermelhadas. [carece de fontes?]
Ao contrário de alguns pintores portugueses e brasileiros, Simplício de Sá se envolve em um caminho mais laico em sua obra do que é feito pelos seus colegas estrangeiros. Como no caso da Santa Ceia, feita para a Capela da Ordem da Terceira de são Francisco da Penitência do Rio de Janeiro, a obra é de pequenas dimensões e bastante convencional, endurecida, como que se mantendo dentro de uma tradição esgotada de arte, algo que não confortava o pintor. Pelo que se sabe, Simplício não teve nenhuma de suas exposições registradas. A própria exposição do artista nos Salões da Academia Imperial de Belas Artes em 1829 e 1830 é brevemente contestada no livro 150 anos de Pintura. O autor menciona que seu nome não aparece no catalogo das mostras em nenhum dos anos. Por outro lado, seria estranho que Simplício não tivesse participado da exposição, considerando que todos os seus colegas da classe original de Debret exibiram suas obras. Desta maneira, sua primeira exposição documentada é póstuma: A Retrospectiva de Pintura no Brasil, em 1848, no MNBA. Como professor e artista, Simplício de Sá é um membro ativo na formação da educação em arte no Brasil.[carece de fontes?]